# Jhon Córdoba
Jhon Andrés Córdoba Copete (* 11. Mai 1993 in Istmina) ist ein kolumbianischer Fußballspieler. Der Stürmer steht seit Juli 2021 beim russischen Erstligisten FK Krasnodar unter Vertrag.

## Karriere

### Vereine
Córdoba spielte seit seinem siebten Lebensjahr in der örtlichen Fußballschule seiner Geburtsstadt Istmina. Mit 15 Jahren wechselte er zur Jugendmannschaft des Envigado FC, für den er ab der Saison 2011 regelmäßig in der Categoría Primera A zum Einsatz kam. Zur Saison 2012/13 wechselte er zum Chiapas FC in die mexikanische Primera División. In der Saison 2013/14 spielte er auf Leihbasis beim spanischen Erstligisten Espanyol Barcelona. Nach seiner Rückkehr zu Chiapas wurde Córdoba vom FC Granada fest verpflichtet.
Zur Saison 2015/16 wurde er an den deutschen Bundesligisten 1. FSV Mainz 05 verliehen. Sein erstes Bundesligator erzielte er am 20. Februar 2016 bei der 2:3-Auswärtsniederlage gegen die TSG 1899 Hoffenheim. Nachdem er bei 22 Einsätzen fünf Saisontore erzielt hatte, nutzten die Mainzer die vereinbarte Kaufoption und verpflichteten Córdoba bis 2020.
Zur Saison 2017/18 wechselte er zum Ligakonkurrenten 1. FC Köln, bei dem er einen Vierjahresvertrag unterschrieb. Sein erstes Pflichtspieltor für die Kölner erzielte er beim 5:0-Sieg in der ersten Hauptrunde des DFB-Pokals 2017/18 am 12. August 2017 im Spiel gegen die Leher Turnerschaft. In der Liga kam er bei 18 Einsätzen zu keinem Torerfolg und stieg am Saisonende mit Köln als Tabellenletzter in die 2. Bundesliga ab. Beim 4:1-Heimsieg der Kölner gegen den FC St. Pauli am 21. Spieltag der Zweitligasaison 2018/19 steuerte der Kolumbianer drei Treffer bei, was ihm zuvor noch nie in seiner Profikarriere gelungen war. Am Ende der Spielzeit standen für ihn 20 Tore zu Buche, womit er maßgeblich zum Aufstieg des FC beitrug. Insgesamt erzielte er 33 Tore in 78 Ligaeinsätzen für die Kölner.
Im Sommer 2020 wechselte der Stürmer zu Hertha BSC und unterschrieb dort einen bis 2024 laufenden Vertrag. In der Saison 2020/21 absolvierte er 21 Spiele, davon stand er 17-mal in der Anfangsformation und erzielte 7 Tore. 
Im Juli 2021 wechselte er in die Premjer-Liga zum FK Krasnodar und unterschrieb dort einen bis 2025 laufenden Vertrag. Infolge des Russischen Überfalles auf die Ukraine verließ Córdoba Russland im März 2022 kurzzeitig, nachdem sein Verein alle Legionäre freigestellt hatte.

### Nationalmannschaft
Córdoba nahm mit der kolumbianischen U20-Auswahl an der U20-Südamerikameisterschaft 2013 in Argentinien teil. Er erzielte bei sieben Einsätzen vier Tore und belegte mit der Mannschaft in der Finalrunde den ersten Platz. Damit qualifizierte sich das Team für die U20-Weltmeisterschaft 2013 in der Türkei, für die Córdoba wieder in den kolumbianischen Kader berufen wurde. Dort schied man im Achtelfinale im Elfmeterschießen gegen Südkorea aus. Für die A-Nationalmannschaft debütierte er am 16. November 2023 in Barranquilla am 5. Spieltag der WM-Qualifikation im CONMEBOL, beim 2:1-Sieg (und den ersten in der WM-Qualifikation überhaupt) über die „Seleção“ mit Einwechslung in der 67. Minute für Rafael Borré.

## Erfolge
1. FC Köln
- Deutscher Zweitliga-Meister und Aufstieg in die Bundesliga: 2019

Nationalmannschaft
- U20-Südamerikameister: 2013

## Privat
Córdoba wuchs als drittes von fünf Geschwistern auf. Sein Vater Manuel Acisclo Córdoba war kolumbianischer Fußballprofi und Nationalspieler.